# Stapaj
Stapaj je udaljenost koju prelazi klip u cilindru između svojih krajnjih točaka, odnosno između GMT i DMT. Označava se slovom s i jedna je od glavnih veličina za iskazivanje parametara motora. Stapaj ovisi o udaljenosti središta temeljnog i letećeg ležaja, odnosno, jednak je dvjema udaljenostima između središta.